# 平池公園
平池公園（ひらいけこうえん）は、兵庫県加東市東古瀬にある平池というため池を利用して整備された自然公園。

## 概要

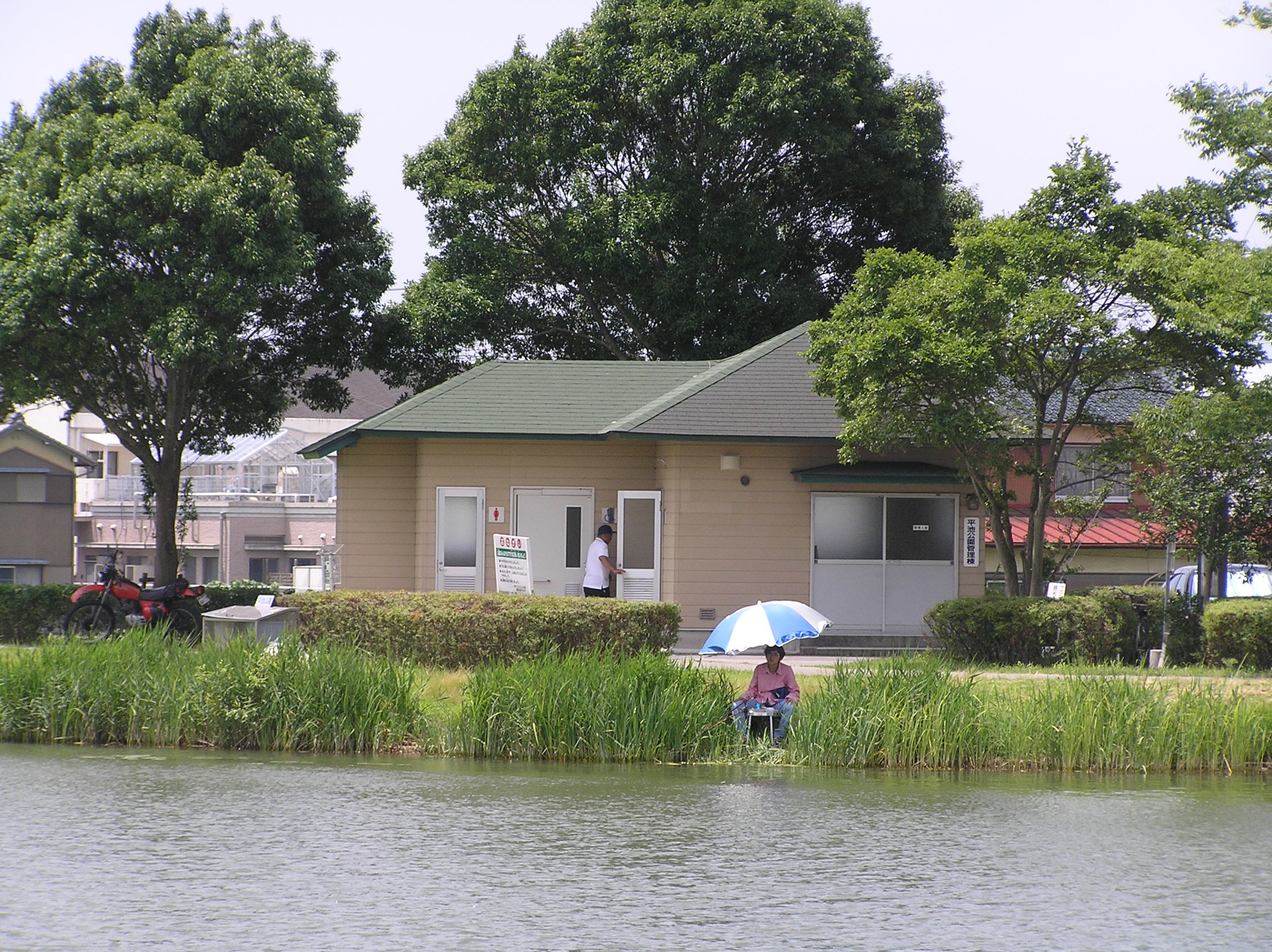
平池公園のヘラブナ釣り

総面積は6万6213m2。約2000年前の種から目覚めた大賀ハスをはじめ、多種類の珍しい品種のハスやスイレン、ハナショウブ、その他の水生植物約2万本を一堂に集められ、水辺で観察、鑑賞が楽しめるコーナーをはじめ、ため池では釣りもでき（有料）、ヘラブナやコイが釣れる。児童館や図書室、屋外遊具コーナーもあり、家族連れが1日過ごすことができる。公園周辺はジョギングコースとしても整備されている。5月から9月までが花の見頃で、大賀ハスの見ごろは少し遅れ、6月下旬～7月上旬頃（通称「北小池」（面積約60m2）。舞妃蓮は8月上旬まで。入場時間の制限はない。入場無料。

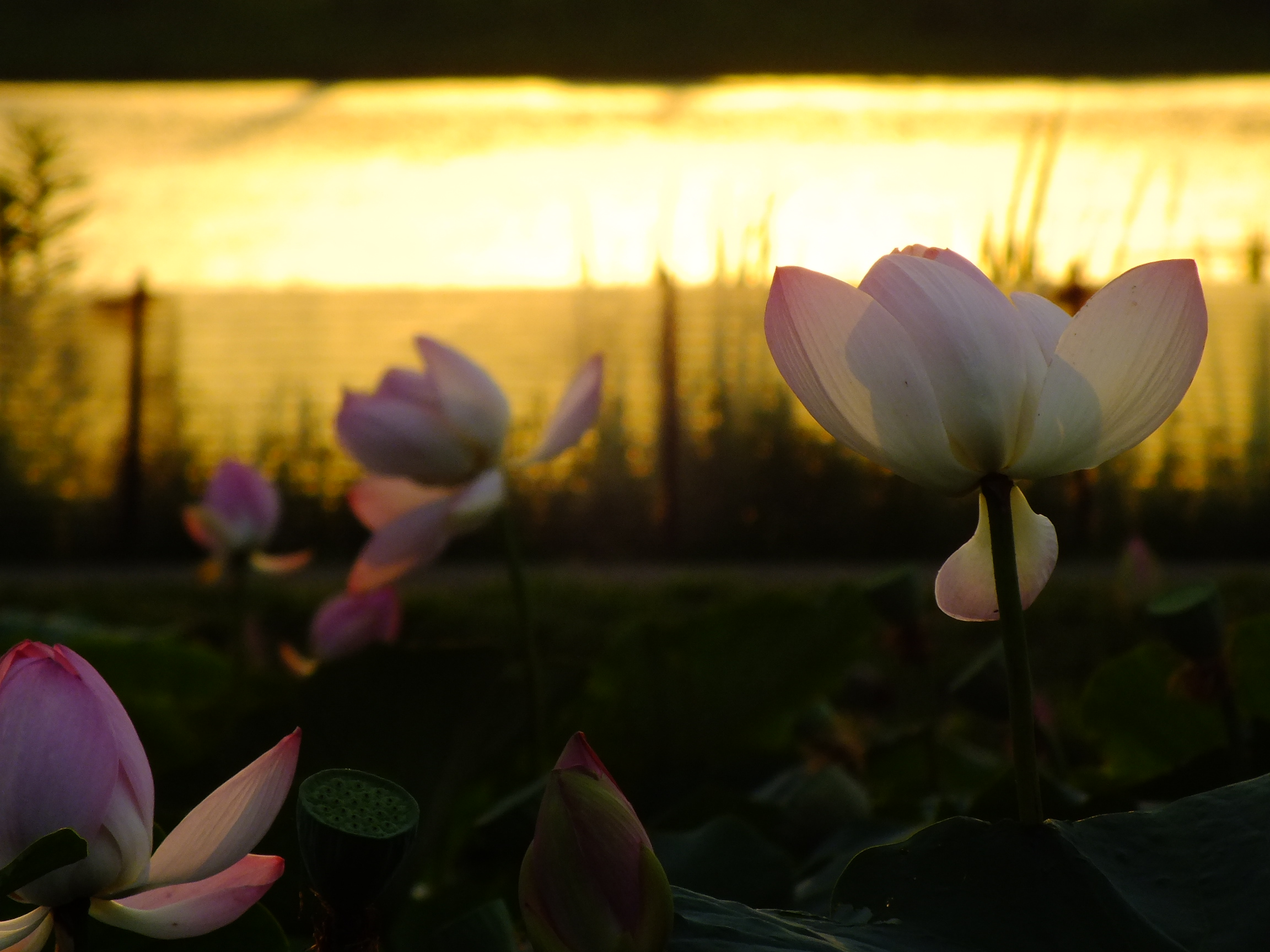
平池公園の大賀ハス（2014年7月1日）

### 大賀ハス
植物学者でハスの権威者でもある大賀一郎博士が、1951年（昭和26年）に千葉県千葉市の東京大学検見川厚生農場（現・東京大学検見川総合運動場）内の落合遺跡で古代のハスの実を発見し、翌年の1952年（昭和27年）に開花に成功、博士の姓を採って大賀ハスと命名されその後各地に移植された。加東市では、その子孫のハスの実15粒を鳥取県農業試験場から譲り受け、増殖させて平池公園で栽培している。花の寿命は約3日間ほどと短く、早朝に花が咲き、午後になるとまた閉じてしまうという特性を持つ。開花直後は濃いピンク色だが、日が経つにつれ淡いピンク色へと変化していく。3～4日で閉じることなく花びらを散らす。

## 平池公園夏のフェスティバル

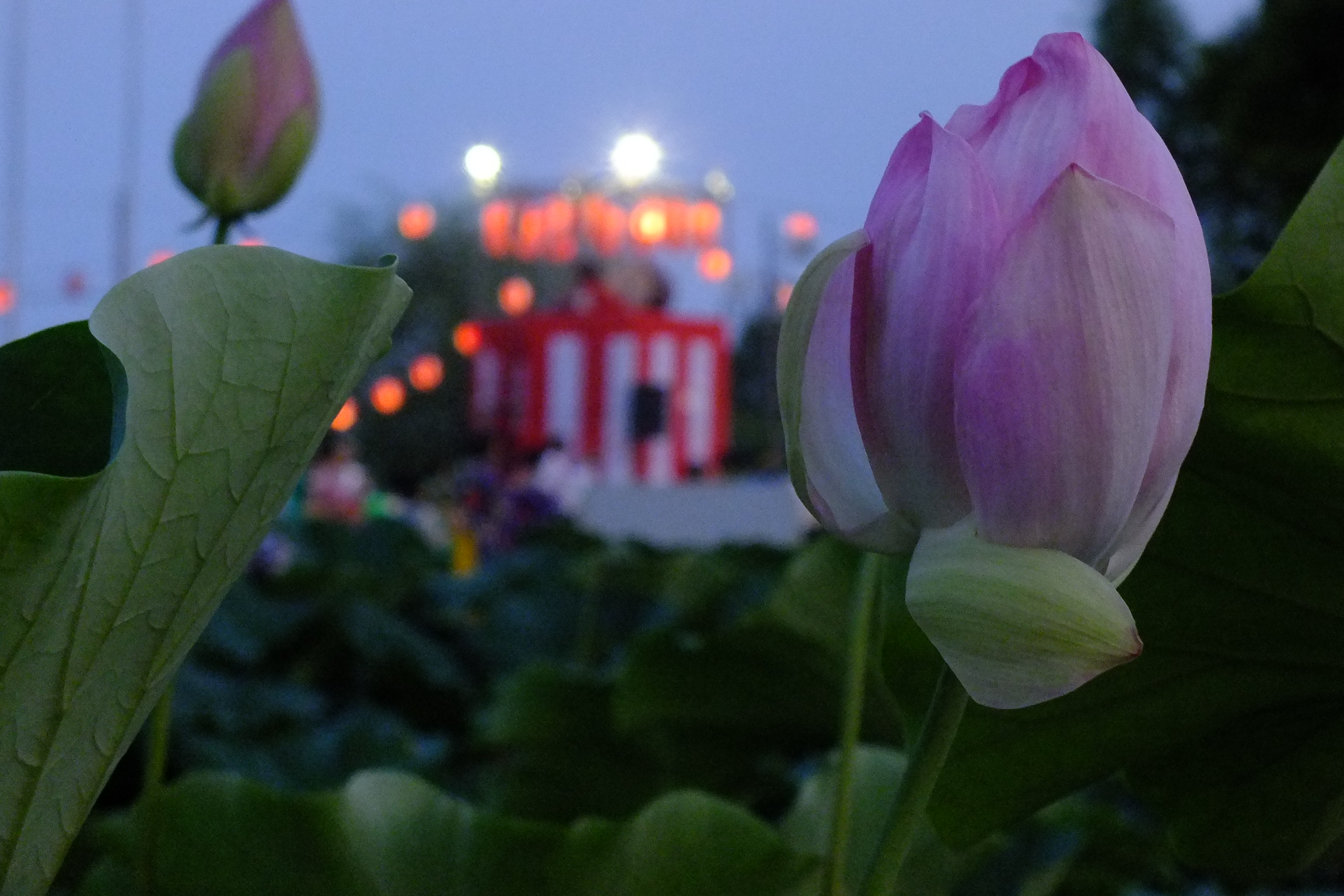
「平池公園夏のフェスティバル」は大賀ハスが満開になる7月中旬に開催される。

例年、7月中旬ころに「平池公園夏のフェスティバル」と銘打った祭りが開催され、約50の夜店が軒を連ね、例年約2,000人の人出がある。小学生らによる演技や演奏、各種団体による踊りなど様々なステージイベントが行われ、約150発の打上花火大会も実施される。

## 交通アクセス
公共交通機関
- JR社町駅から路線バス。
- JR三ノ宮駅から神姫バス西脇営業所行きで1時間20分、南坊下車すぐ。

自動車（自家用車）
- 中国自動車道滝野社IC下車、国道175号を小野方面へ10分、約4km。
- この公園は駐車場を完備している。

## 周辺情報
- 神呪寺－徒歩5分
- 浄土寺－約3.4km
- 小野市立ひまわりの丘公園－約2.6km
- 金鑵城遺跡広場（夢の森公園）－約4.6km
- 広渡廃寺跡歴史公園－約3.4km
- こだまの森－約4.9km
- 共進牧場－約2.9km
- 小野子午線公園
- 小野藩陣屋跡
- 鍬渓温泉
- 白雲谷温泉ゆぴか
- ホテルルートイン小野
- 堀井城跡ふれあい公園